# وصیت‌نامه (فیلم)
«وصیت‌نامه» (انگلیسی: Last Will) یک فیلم است که در سال ۲۰۱۱ منتشر شد. از بازیگران آن می‌توان به تاتوم اونیل اشاره کرد.